# Spodoptera phytolaccae
Spodoptera phytolaccae är en fjärilsart som beskrevs av Smith och John Abbot 1797. Spodoptera phytolaccae ingår i släktet Spodoptera och familjen nattflyn. Inga underarter finns listade i Catalogue of Life.